# Heinrich Uhle
Heinrich Theodor Uhle (* 9. November 1842 in Frauenstein (Erzgebirge); † 28. Dezember 1925 in Dresden) war ein deutscher Gymnasiallehrer, Klassischer Philologe und Indologe.

## Leben
Er studierte an der Universität Leipzig u. a. Indologie bei Hermann Brockhaus. Seine Studien schloss er als Dr. phil. ab. Er unterrichtete von 1868 bis 1911 als Lehrer klassische Sprachen an der Kreuzschule in Dresden. Zudem amtierte er als Inspektor des Alumneums. Er war Mitglied des Literarischen Vereins zu Dresden.
Seine Schrift Vetala-Pantschavinsati. Die fünfundzwanzig Erzählungen eines Dämons, eine Übersetzung indischer Märchen, wurde in die Buchreihe Meisterwerke orientalischer Literaturen aufgenommen.
Er starb 1925 im Dresdner Villenort Blasewitz.

## Schriften (Auswahl)
- Die Vetālapañcaviṃśatikā des Śivadāsa nach einer Handschrift von 1487 (saṃv. 1544). Sitzung vom 2. Mai 1914. Leipzig 1914, OCLC 6693258.
- Laien-Latein. Viertausend lateinische Fremdwörter, Redensarten und Zitate nach Form und Bedeutung erklärt. Nebst einer allgemeinen Einführung in die lateinische Sprache. Leipzig 1924.
- Vetala-Pantschavinsati. Die fünfundzwanzig Erzählungen eines Dämons. München 1924, OCLC 9085132.
- Griechisches Vokabular in etymologischer Ordnung. Gotha 1928, OCLC 255159138.